# Arlanza (Fluss)
Der ca. 172 km lange Río Arlanza ist ein linker Nebenfluss des Arlanzón. Er entspringt in der Sierra de la Demanda nordöstlich der Ortschaft Quintanar de la Sierra in Kastilien.

## Verlauf
Der Río Arlanza fließt überwiegend in westlicher Richtung und passiert dabei mehrere historische Orte Kastiliens – darunter Castrovido, Salas de los Infantes, Barbadillo del Mercado, Covarrubias, Lerma und Tordómar. Bei Palenzuela mündet er schließlich in den Arlanzón.

## Sehenswürdigkeiten
Neben den historischen Orten mit ihren Kirchen (iglesias) und Palästen (palacios) sind vor allem mehrere Steinbrücken (puentes) aus dem Mittelalter oder der frühen Neuzeit interessant.

## Weingebiet
Der Fluss ist Namensgeber des spanischen Weinanbaugebiets Arlanza mit ca. 410 ha Rebfläche, das von 12 Bodegas bewirtschaftet wird, die jährlich etwa 600.000 l Wein produzieren.

## Anmerkung
1. ↑  In neueren Karten und Artikeln mündet der kürzere und insgesamt kleinere Arlanzón in den Arlanza.